# بورشغرون
بورشغرون (بالنرويجية: Porsgrunn)‏ هي مدينة وبلدية في مقاطعة تلمارك في النرويج. تُعَد جزءاً من منطقة غرنلاند التقليدية. المركز الإداري لبلدية بورشغرون هي مدينة بورشغرون، والتي تضم أحد فروع الحرم الجامعي لجامعة جنوب شرق النرويج.
تأسست بلدية بوشغرون في 1 يناير 1838، وتم دمج البلديات الريفية بريفيك وأيدانغر مع بلدية بوشغرون في 1 يناير 1964.
يُعتبر التجمع السكاني المكون من بورشغرون وشين السابع نرويجياً من حيث أكثر عدد سكان وذلك بحسب وكالة الإحصاءات النرويجية، وتمتد على مساحة ثلاث بلديات: بلدية شين (حوالي 62% من السكان) وبلدية بوشغرون (30%) وبلدية بامبله (8%). المنطقة هي موطن لأكثر من 100,000 شخص.

## توأمة
لبورشغرون اتفاقيات توأمة مع كل من:
- بوري
- Sigtuna Municipality [الإنجليزية]‏

## أعلام
- جان أوتو يوهانسن
- بيارن بيترسن
- ماغنوس كروغ
- هيروليند شالا
- جاكوب أل
- أنيا هاميرسينج إدين